# Iwao Ken
Ken Iwao (岩尾 憲, sinh ngày 18 tháng 4 năm 1988) là một cầu thủ bóng đá người Nhật Bản thi đấu cho Tokushima Vortis.

## Thống kê câu lạc bộ
Cập nhật đến ngày 23 tháng 2 năm 2018.
| Thành tích câu lạc bộ | Thành tích câu lạc bộ | Thành tích câu lạc bộ | Giải vô địch | Giải vô địch | Cúp                   | Cúp                   | Cúp Liên đoàn | Cúp Liên đoàn | Tổng cộng | Tổng cộng |
| Mùa giải              | Câu lạc bộ            | Giải vô địch          | Số trận      | Bàn thắng    | Số trận               | Bàn thắng             | Số trận       | Bàn thắng     | Số trận   | Bàn thắng |
| Nhật Bản              | Nhật Bản              | Nhật Bản              | Giải vô địch | Giải vô địch | Cúp Hoàng đế Nhật Bản | Cúp Hoàng đế Nhật Bản | J. League Cup | J. League Cup | Tổng cộng | Tổng cộng |
| --------------------- | --------------------- | --------------------- | ------------ | ------------ | --------------------- | --------------------- | ------------- | ------------- | --------- | --------- |
| 2011                  | Shonan Bellmare       | J2 League             | 8            | 0            | 3                     | 0                     | -             | -             | 11        | 0         |
| 2012                  | Shonan Bellmare       | J2 League             | 2            | 0            | 0                     | 0                     | -             | -             | 2         | 0         |
| 2013                  | Shonan Bellmare       | J1 League             | 7            | 0            | 2                     | 0                     | 3             | 0             | 12        | 0         |
| 2014                  | Shonan Bellmare       | J2 League             | 23           | 0            | 0                     | 0                     | -             | -             | 23        | 0         |
| 2015                  | Mito Hollyhock        | J2 League             | 41           | 1            | 2                     | 0                     | -             | -             | 43        | 1         |
| 2016                  | Tokushima Vortis      | J2 League             | 39           | 1            | 1                     | 1                     | -             | -             | 40        | 2         |
| 2017                  | Tokushima Vortis      | J2 League             | 41           | 4            | 0                     | 0                     | -             | -             | 41        | 4         |
| Tổng                  | Tổng                  | Tổng                  | 161          | 6            | 8                     | 1                     | 3             | 0             | 172       | 7         |